# Черниговская площадь
Черни́говская пло́щадь — площадь в Днепровском районе города Киева. Расположена между улицей Андрея Малышко, Миропольской улицей, улицей Братиславской, улицей Киото и путепроводом на улицу Гната Хоткевича. Возникла 1970-х годах под названием Новороссийская. Современное название получила в 2018 году. Как общественное пространство фактически не существует.

## Транспорт
- Трамвайные маршруты 22, 23, 28, 33, 35
- Станция метро «Черниговская» (0,25 км)
- Ж.д. станция Киев-Днепровский (2,65 км)
- Ж.д. станция «Дарница» (3,6 км)

## Почтовый индекс
01032